# Spelmanslåtar från Södermanland
Spelmanslåtar från Södermanland är ett musikalbum med Ivar Boström, Olov Ekvall, Sven Forsberg, Johan Alfred Johansson, Edvard Pettersson, Ingvar Andersson, Arne Blomberg, Christina Frohm och Lennart Tysk, utgivet 1975 av Sonet Records.
Skivan ingick i en svensk folkmusikserie som Sonet Records gav ut och 2001 gavs skivan ut på CD som Folk Tunes from Södermanland. Albumet var nummer 8 i ordningen som återutgivits på CD i Sonets folkmusikserie.

## Låtlista
Alla låtar är traditionella om inget annat anges.

### Sida A
1. "Slängpolska efter Widmark" – 1:57
  - Ingvar Andersson, Arne Blomberg, Christina Frohm, Lennart Tysk
2. "Glabolns polska" – 2:51
  - Ingvar Andersson, Arne Blomberg, Christina Frohm, Lennart Tysk
3. "Polska efter Axel Axelsson, Östtorp" – 1:58
  - Ingvar Andersson, Christina Frohm, Lennart Tysk
4. "Ridmarsch från Björnlunda" – 1:41
  - Christina Frohm
5. "Vals i A-dur" – 1:10
  - Ingvar Andersson, Lennart Tysk
6. "Korvlåt" – 1:36
  - Ingvar Andersson, Arne Blomberg, Christina Frohm, Lennart Tysk
7. "Näckpolska" – 1:48
  - Arne Blomberg
8. "Polska från Floda socken" – 1:56
  - Ingvar Andersson, Lennart Tysk
9. "Vals efter Glaboln" – 2:15
  - Ingvar Andersson, Lennart Tysk
10. "Hambopolkett" – 1:24
  - Christina Frohm
11. "Ridmarsch" – 1:59
  - Ingvar Andersson, Arne Blomberg, Christina Frohm, Lennart Tysk
12. "Polska efter Glaboln" – 1:51
  - Ingvar Andersson, Lennart Tysk
13. "Polska från Björkvik" – 1:38
  - Ingvar Andersson, Christina Frohm, Lennart Tysk

### Sida B

#### Sven Forsberg
1. "Vals" (August Hagberg) – 1:38
2. "Slängpolska" – 1:10
3. "Gånglåt" (Sven Forsberg) – 1:15

#### Edvard Pettersson
1. "Hamburska" – 1:39
2. "Polkett" – 0:55
3. "Polska i g-moll" – 1:22
4. "Polska" – 1:42

#### Ivar Boström
1. "Vals efter Widmark" – 2:01
2. "Vals i G-dur" – 2:16

#### Olof Ekvall
1. "Hambopolkett" – 1:14
2. "Engelska" – 0:41
3. "Schottis" – 1:06
4. "Polska" – 1:28

#### Johan Alfred Johansson
1. "Polska" – 0:46
2. "Polska" – 0:57
3. "En solskensbit" – 0:40
4. "Visa" (Johan Alfred Johansson) – 0:32

Total tid: 38:46

## Medverkande
- Ivar Boström
- Olov Ekvall
- Sven Forsberg
- Johan Alfred Johansson
- Edvard Pettersson
- Ingvar Andersson
- Arne Blomberg
- Christina Frohm
- Lennart Tysk